# USNS General Hoyt S. Vandenberg

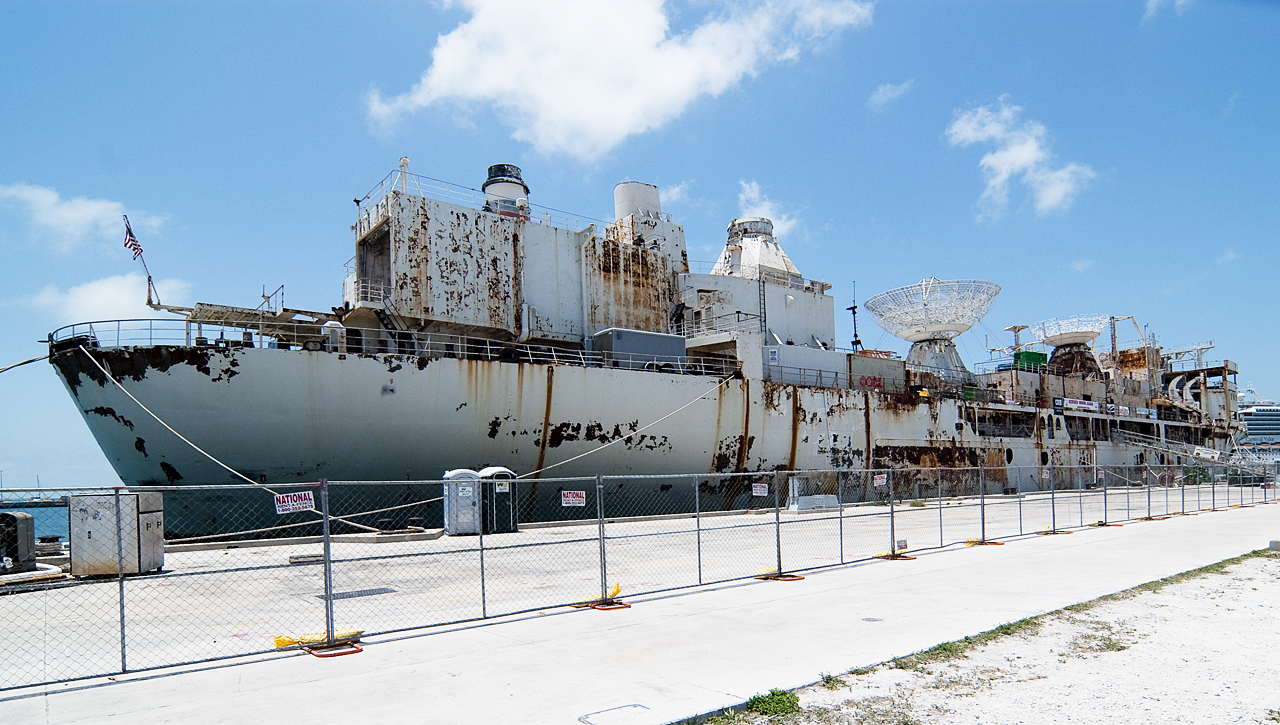
Корабль перед затоплением

«Генерал Ванденберг» (англ. USNS General Hoyt S. Vandenberg (T-AGM-10)) — корабль слежения. Носил также названия (USS General Harry Taylor (AP-145)) (присвоено при постройке в честь генерал-майора Гарри Тейлора), USAT General Harry Taylor, USNS General Harry Taylor (T-AP-145), USAFS General Hoyt S. Vandenberg (переименован в честь Хойта Ванденберга).

Принимал участие в съёмках фильма «Вирус» под названием «Академик Владислав Волков», которое, возможно, является отсылкой к судну «Космонавт Владислав Волков». В 2009 году был затоплен в водах Мексиканского залива в 7 милях юго-юго-восточнее от острова Ки-Уэст в качестве искусственного рифа и места для погружений. Глубина по дну — 43 метра. Координаты места затопления: 24°27′ с. ш. 81°44′ з. д.. 
Про затопление судна рассказывается в 9-й серии 6-го сезона научно-популярного сериала Discovery Channel "How do they do it?" "Из чего это сделано?".